# Ulrich Lind
Ulrich Lind (ur. 4 listopada 1942 w Heilbronn) – niemiecki strzelec sportowy. Srebrny medalista olimpijski z Montrealu.
Reprezentował barwy Republiki Federalnej Niemiec. Specjalizował się w strzelaniu karabinowym. Zawody w 1976 były jego pierwszymi igrzyskami olimpijskimi, zajął drugie miejsce w karabinie małokalibrowym leżąc na dystansie 50 metrów. Brał udział w igrzyskach w 1984 i 1988. W 1978 zdobył brązowy medal mistrzostw świata w trzech pozycjach na dystansie 50 metrów oraz srebro w drużynie, w 1977 wywalczył indywidualnie trzy medale mistrzostw Europy: jeden złoty i dwa srebrne.